# Lee Woo-young
Lee Woo-young (19 de agosto de 1973) é um treinador ex-futebolista profissional sul-coreano que atuava como atacante.

## Carreira
Lee Woo-young representou a Seleção Sul-Coreana de Futebol nas Olimpíadas de 1996. Em 1998, aos 26 anos de idade, reformou-se como jogador de futebol devido a uma lesão e começou a treinar.